# Будинок, де мешкала Марія Малиш-Федорець
Будинок, де мешкала Марія Малюк-Федорець — пам'ятка архітектури та історії місцевого значення на вулиці Батюка в Ніжині. Нині тут розміщується дитяча бібліотека (філія № 3).

## Історія
Спочатку об'єкт було внесено до «списку нововиявлених пам'яток архітектури» під назвою «Житловий будинок».
Наказом Міністерства культури та туризму від 14.05.2012 № 478 надано статус «пам'ятник архітектури та історії місцевого значення» з охоронним № 5569-Чр під назвою «Будинок, де жила М. Є. Малюк-Федорець».

## Опис
У цьому будинку в період 1918—1919 років (з перервами) проживала українська актриса театру та кіно Марія Малиш-Федорець. Будинок належав ніжинському поміщику Петру Григоровичу Борсуку, а після його смерті його дружині Дарії Петрівні. У 1918 році був націоналізований і передано в оренду попередній власниці. 1919 року було передано на баланс Ніжинського окружного відділу міліції. У повоєнний період у будинку розмістилася міська бібліотека для дітей. Частина основної будівлі використовується управлінням культури та туризму та охорони культурної спадщини виконкому Ніжинської міськради.
Одноповерховий, 7-віконний, дерев'яний на цегляному фундаменті, Г-подібний у плані будинок. Фасад розчленовують пілястри, вікна обрамлені лиштвою, карниз прикрашений різьбленим декором. В інтер'єрі будинку збереглися 2 кахельні печі ХІХ століття: перша з монохромних глазурованих кахлів мануфактурного виробництва, друга з рельєфних глазурованих кахлів мануфактурного виробництва останньої третини ХІХ століття (сьогодні єдиний екземпляр у північній Лівобережній Україні).